# Джендубаев, Индар Асланович
Индар Джендубаев (род. 8 сентября 1983, Черкесск, Ставропольский край) — российский кинорежиссёр, продюсер, художник-раскадровщик.

## Биография
Родился 8 сентября 1983 года. По национальности абазин. Представитель аристократического рода Джендубаевых (Джандубаевых), в числе которого деятели науки и образования, писатели, врачи, инженеры и общественные деятели.
С раннего детства был активным творческим ребёнком, занимался рисованием, увлекался музыкой, танцами и кино.
Создавал комиксы и разрисовывал одежду для себя и своих младших братьев, учил их танцевать и рисовать граффити, прививал им любовь к кинематографу и современной музыке. Собрал большую коллекцию фильмов и музыки того времени.
В 2000 году окончил Гимназию 9 города Черкесска с серебряной медалью.
В 2005 году окончил Московский гуманитарный университет факультет психологии с красным дипломом.

## Карьера
Принимал активное участие в студенческой самодеятельности — играл в КВН, ставил театральные спектакли. Начинал свой взрослый творческий путь со съемок рекламных роликов и телесериалов на телеканале НТВ. 

Работал администратором съемочной площадки и продюсером пост-продакшена. Позже раскрыл свой талант как художник-раскадровщик, попал на проект Елки и по приглашению режиссёра Тимура Бекмамбетова уехал вместе с ним в США. С 2012—2015 год жил и работал в Лос-Анжелесе, вел проекты на голливудской студии «20th Century Studios» и компании «Базелевс». В качестве второго режиссёра и художника-раскадровщика работал над блокбастером «Президент Линкольн: Охотник на вампиров».

В 2015 году дебютировал в качестве главного режиссёра-постановщика полнометражного фильма «Он — дракон». Данный проект имел огромный успех в прокате на международном рынке (самый кассовый российский фильм в зарубежном прокате) и вывел Индара Джендубаева в плеяду самых востребованных кинематографистов Российской Федерации.

В рамках разработки сложнопостановочных сцен работал консультантом, арт директором, сценаристом и креативным продюсером на многих крупных российских полнометражных проектах в числе которых: «Вторжение» Федора Бондарчука, «Серебряные коньки» и «Огонь» «студии Тритэ» Никиты Михалкова, «Гром: Трудное детство» кинокомпании «Bubble Studios», «Последний богатырь: Корень зла», «Последний богатырь: Посланник тьмы», «Холоп 2» и «Чебурашка» студии «Yellow,Black and White», «Мастер и Маргарита» кинокомпании «Mars Media Entertainment» и др.
С 2016 года активно ведет частную и групповую преподавательскую практику.
Регулярно проводит мастер классы в крупнейших российских киношколах по направлениям визуальное повествование, режиссёрская разработка др. в таких школах как: Московская Школа Кино и школа Индустрия. Большим успехом среди студентов пользуется его авторская методика разработки сцены и принцип игры со зрителем.

## Семья
Дед по отцу — Роман Сальманович Джендубаев — историк (КБГУ), кандидат философских наук, создатель авторского варианта абазинского алфавита.
Бабушка по отцу — Ксения Мусовна Джендубаева (Гутекулова) — врач акушер-гинеколог.
Отец — Аслан Романович Джендубаев — общественный деятель, депутат народного собрания КЧР, сооснователь абазинского района КЧР, строитель и предприниматель.
Мать — Анна Муссовна Джендубаева (Симхова) — дизайнер, художник-модельер.
Женат. Имеет двух сыновей.

## Фильмография
| Год  | Фильм                                   | Должность                      |
| ---- | --------------------------------------- | ------------------------------ |
| 2012 | Президент Линкольн: Охотник на вампиров | Второй режиссёр                |
| 2015 | Он - дракон                             | Режиссёр                       |
| 2016 | Елки 5                                  | Режиссёр                       |
| 2019 | Вторжение                               | Арт директор                   |
| 2020 | Серебряные коньки                       | Арт директор                   |
| 2020 | Огонь                                   | Креативный продюсер            |
| 2020 | Последний богатырь: Корень зла          | Арт директор                   |
| 2021 | Последний богатырь: Посланник тьмы      | Арт директор                   |
| 2021 | Пара из будущего                        | Арт директор                   |
| 2022 | 13 Клиническая                          | Сценарист, креативный продюсер |
| 2022 | Чебурашка                               | Арт директор                   |
| 2023 | Гром: Трудное детство                   | Креативный консультант         |
| 2023 | Холоп 2                                 | Креативный консультант         |
| 2023 | Бременские музыканты                    | Арт директор                   |
| 2023 | Мастер и Маргарита                      | Креативный продюсер            |